# Estat de Saurashtra
L'estat de Saurashtra, també conegut abans com a Estat Unit de Kathiawar, fou un dels estats de l'Índia, a la part occidental, que va existir de 1948 a 1956, a la península de Kathiawar o de Saurashtra, amb Rajkot com la seva capital, damunt un territori ara part de l'estat del Gujarat.

## Història

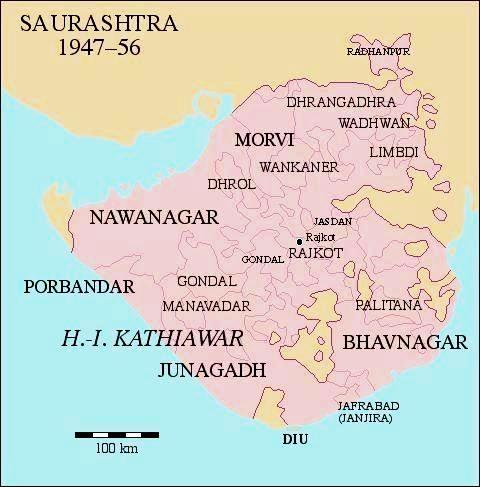
Estat Unit de Kathiawar, després Estat de Saurashtra, 1948-56

### Formació com Kathiawar
L'estat de Saurashtra fou inicialment anomenat Estat Unit de Kathiawar. Va ser format el 15 de febrer de 1948, per més de 220 grans i petits Principats de la colonial Agència d'Estats de l'Índia Occidental i Gujarat (Baroda) del raj britànic sota govern colonial indirecte.
El nom de l'estat li va ser donat pel Kathiawar i per la regió de Saurahstra, les dues generalment afectant a la mateixa regió geogràfic a la península principal del Gujarat.
Fou en gran part a causa dels esforços del polític Sardar Vallabhbhai Patel i la influència de Mahatma Gandhi que la majoria dels Estats de Kathiawar va acordar formar part de la Unió de l'Índia i signar l'Instrument d'accessió. Això va requerir molt del temps de Patel per conèixer i convèncer els prínceps locals i als petits feudataris (subes) fins a 222 només a Saurashtra.
Entre aquests estats, dins de l'agència de Kathiawar hi havia 14 estats amb salutació, 17 estats menors, 191 feudataris sense dret de salutació i 46 grans propietats. La majoria dels governants natius del Kathiawar van entrar en un Acord per la formació dels Estats Units de Kathiawar el 24 de gener de 1948 formant l'Estat Unit de Kathiawar.
La península de Kathiawar incloïa alguns estats prominents de l'Índia, notablement estats amb salutació:
- El gran estat de Baroda, dirigit pel titulat Maharaja Gaekwar (Gaikowar), salutació hereditària de 21 canonades (la posició nativa més alta de l'Índia colonial)
- Idar, títol maharaja, salutació hereditària de 15 canonades
- Bhavnagar, títol maharaja, salutació hereditària de 13 canonades (localment 15 canonades)
- Navanagar, títol maharaja Melmelada Sahib, salutació hereditària de 13 canonades (localment 15 canonades)
- Dhrangadhra (-Halvad), títol maharaja Raj Sahib, salutació hereditària de 13 canonades
- Porbandar, títol maharaja Rana Sahib, salutació hereditària de 13 canonades
- Rajpipla, títol Rajpipla, salutació hereditària de 13 canonades
- Cambay, títol nawab, salutació hereditària de 11 canonades
- Gondal, títol maharaja, salutació hereditària de 11 canonades
- Morvi, títol Maharan, salutació hereditària de 11 canonades
- Wankaner, títol maharana Raj Sahib, salutació hereditària de 11 canonades
- Baria, títol maharaol, salutació hereditària de 9 canonades (localment 11 canonades)
- Dharampur, títol raja, salutació hereditària de 9 canonades (localment 11 canonades)
- Dhrol, títol Thakore Sahib, salutació hereditària de 9 canonades
- Limbdi, títol Thakore Sahib, salutació hereditària de 9 canonades
- Palitana, títol Thakore Sahib, salutació hereditària de 9 canonades
- Rajkot, títol Thakore Sahib, salutació hereditària de 9 canonades
- Sachin, títol nawab, salutació hereditària de 9 canonades
- Wadhwan, títol maharana, salutació hereditària de 9 canonades

I molts més petits estats sense salutació incloent estats feudataris (petty states), sovint de només un o dos pobles.
Entre els estats de Kathiawar, Baroda -que era el tercer principat més gran de l'Índia, estenent-se els seus territoris sobre Dwarka a l'oest de Kathiawar fins a Bombay al sud- no va signar el conveni per la formació de l'Estat Unit de Kathiawar. Però en comptes d'això el Gaekwar Maharaja de Baroda, Pratap Singh Gaekwad va declarar un Govern responsable ple el 4 de setembre de 1948, sota Jivraj Narayan Mehta, com a Primer ministre de l'Estat, com havia planejat Sardar Patel. L'estat de Baroda més tard es va fusionar a l'estat de Bombay l'1 de maig de 1949.
Sardar Vallabhbhai Patel va inaugurar l'Estat Unit de Kathiawar el 15 de febrer de 1948. En aquesta ocasió va retre tribut a Melmelada Sahib i els altres governants del principats elogiant el seu patriotisme. Va descriure l'esdeveniment com un gran pas endavant gran i un del més notable en la història índia contemporània.
Fins i tot després de la creació de l'Estat Unit de Kathiawar, hi hi havia algun territoris de Kathiawar pertanyents als estats de Junagadh, Mangrol, Manavadar i altres, el qual no es van unir a la convenció i volien unir-se al Pakistan. Fou més tard després de la integració de Junagadh a la Unió Índia que un referèndum es va celebrar a Junagadh, Mangrol, Manavadar, Babriawad i altres, i van esdevenir part de l'Índia. Tanmateix, a causa d'algunes qüestions tècniques, aquests territoris fins i tot després del referèndum van quedar sota un Consell Executiu de representants populars de Junagadh dirigit per Samaldas Gandhi per algun temps, el qual va operar assistit per l'administrador designat pel Govern de l'Índia per gestionar els afers d'aquests estats.

### Rebatejat Saurashtra
El novembre e3 1948, l'Estat Unit de Kathiawar va ser rebatejat l'Estat Unit de Saurashtra o simplement estat de Saurashtra, quan un conveni suplementari va ser negociat i executat pels governants natius del principat i els estats es van fusionar a l'Estat Unit de Kathiawar.
Una vegada que la Unió Saurashtra va iniciar-se, un segon conveni suplementari fou executat el gener de 1949, proporcionant la integració de Junagadh a Saurashtra. Uns quants dies més tard el 20 de febrer de 1949, l'administració de Junagadh i també de Mangrol, Manavadar, Babariawad, Bantva i Sardargarh era oficialment entregada al govern de Saurashtra.

### Dissolució
L'1 de novembre de 1956 l'estat de Saurashtra va deixar de existir com a Estat i esdevenia una part de l'estat de Bombay, el territori del qual va ser ampliat en aquell dia per incloure l'estat de Kutch, l'estat de Saurashtra, Marathwada & Vidarbha, mentre una porció del sud va ser exclosa per anar a Karnataka.
Després del Moviment Mahagujarat, l'estat de Bombay fou dissolt per formar dos estats separats: el de Maharashtra i el de Gujarat, creats sobre una base lingüística l'1 de maig de 1960 Amb aquest, l'àrea de l'antic estat de Saurashtra atre cop esdevenia una regió geogràficament definida, Saurashtra, dins de l'Estat de Gujarat.

## Dirigents

### Rajpramukhs
Els següents prínceps amb dret de salutació van servir com a Rajpramukh (primer príncep equivalent a Cap de l'Estat) :
- Krishnakumarsinhji Bhavsinhji, el darrer governant de Bhavnagar fou Rajpramukh interí de juny 1948 fins a desembre de 1948.[1]
- Va ser succeït per Digvijaysinhji Ranjitsinhji Jadeja, Jam Sahib i darrer governant de Nawanagar, que va exercir com Rajpramukh de 1948 fins 1956[1]
- Mayurdwajsinhji Meghrajji III el darrer governant de Dhrangadhra va ser nomenat Upa-Rajpramukh (Rajapramukh Assistent); va servir com a Rajpramukh interí durant l'absència del Rajpramukh de 1948 fins a 1956.

### Ministres en cap
Els Caps de govern foren:
- Uchharangray Navalshankar Dhebar fou ministre en Cap de l'Estat de 1948 fins al desembre de 1954.[1]
- Rasiklal Umedchand Parikh fou el segon i darrer ministre en Cap de l'Estat de desembre 1954 fins al 1956.[1]